# Rhyacophila cruciata
Rhyacophila cruciata är en nattsländeart som beskrevs av Forsslund 1935. Rhyacophila cruciata ingår i släktet Rhyacophila och familjen rovnattsländor. Inga underarter finns listade i Catalogue of Life.